# Feulen
Feulen (Luxemburgs: Feelen) is een gemeente in het Luxemburgse kanton Diekirch.
De gemeente heeft een totale oppervlakte van 22,76 km² en telde 2062 inwoners op 1 januari 2017.

## Ontwikkeling van het inwoneraantal
| Jaar                              | 2001 | 2002 | 2003 | 2004 | 2005 |
| --------------------------------- | ---- | ---- | ---- | ---- | ---- |
| Inwoneraantal                     | 1369 | 1423 | 1464 | 1459 | 1484 |
| Opmerking: tellingen op 1 januari |      |      |      |      |      |

## Plaatsen in de gemeente
- Feulenerhecken
- Hirtzhof
- Hubertushof
- Niederfeulen
- Oberfeulen